# Tjurens år
Tjurens år är en svenskspråkig finländsk tv-film från år 1989 producerad av Yle. Manus till filmen är skrivet av Benedict Zilliacus och baserat på Oscar Parlands roman med samma namn från 1963. Berättelsen skildrar händelser inspirerade av Parlands barndom, och han fungerar även själv som berättarröst i filmen. Filmen regisserades av Åke Lindman, som även stod för regin för den fristående tv-filmen  Den förtrollade vägen (1986) om Parlands tidigare barndomsår.
I Tjurens år femårige pojken Riki bor med sin familj i Viborg och upplever händelserna i första världskriget.

## I rollerna
- Marcus Hietanen - Riki
- Pirkko Mannola - Rikis mamma
- Johan Simberg - Rikis pappa
- Andreas Toth - Bernt, Rikis storebror
- Dorle Stenius - mormor
- Lasse Pöysti - onkel Jegor
- Nils Brandt - onkel Frans